# William Sulzer

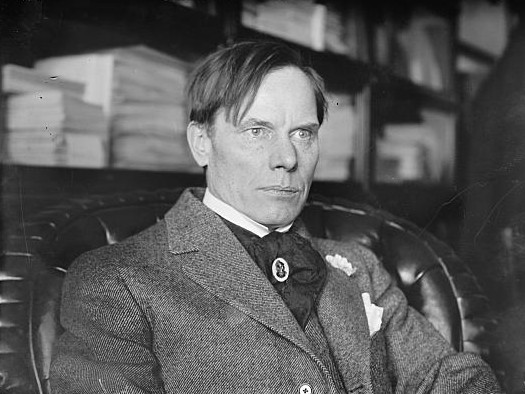
William Sulzer (1911)

William Sulzer (* 18. März 1863 in Elizabeth, New Jersey; † 6. November 1941 in New York City) war ein US-amerikanischer Politiker und im Jahr 1913 Gouverneur des Bundesstaates New York. Er ist der einzige Gouverneur dieses Bundesstaates, der mittels eines Impeachmentverfahrens seines Amtes enthoben wurde. Zwischen 1895 und 1912 vertrat er seinen Staat im US-Repräsentantenhaus.

## Frühe Jahre und politischer Aufstieg
William Sulzer besuchte die öffentlichen Schulen seiner Heimat und danach das Columbia College. Nach einem anschließenden Jurastudium und seiner 1884 erfolgten Zulassung als Rechtsanwalt begann er in New York in seinem neuen Beruf zu arbeiten. Politisch wurde er Mitglied der Demokratischen Partei. Von 1889 bis 1894 war er Abgeordneter in der New York State Assembly. Im Jahr 1893 war er auch Präsident des Hauses. Zwischen 1892 und 1912 besuchte Sulzer als Delegierter die jeweiligen Democratic National Conventions und zwischen dem 4. März 1895 und dem 31. Dezember 1912 war er als Abgeordneter im Kongress. Dort war er zeitweise Vorsitzender des Auswärtigen Ausschusses.

## Gouverneurszeit und Amtsenthebungsverfahren
Am 5. November 1912 wurde William Sulzer gegen den Republikaner Job E. Hedges zum neuen Gouverneur seines Staates gewählt. Dieses Amt trat er am 1. Januar 1913 an. Als Gouverneur versuchte er den Einfluss der Tammany-Hall-Gesellschaft, einer seiner Partei nahestehenden Organisation, auf die Politik zurückzudrängen. In der Folge kam es zu einem Machtkampf zwischen dem Gouverneur und dieser Organisation, die ihn der Veruntreuung von Wahlkampfgeldern beschuldigte. Das gipfelte in einem Amtsenthebungsverfahren, das mit der Absetzung Sulzers endete. Zwischenzeitlich wurde bereits Vizegouverneur Martin H. Glynn mit der Ausübung der Amtsgeschäfte betraut. Am 17. Oktober 1913 wurde Sulzer dann offiziell seines Amtes enthoben.

## Weiterer Lebenslauf
Noch im gleichen Jahr wurde Sulzer als unabhängiger Kandidat wieder in das Staatsparlament gewählt. Im Jahr 1914 bewarb er sich für die kurzlebige American Party, die nicht in Verbindung mit der vor dem Bürgerkrieg existierenden American Party stand, erfolglos um eine Rückkehr in das Amt des Gouverneurs. 1916 lehnte er die Nominierung zum Präsidentschaftskandidaten dieser Partei ab. Eine Kandidatur wäre ohnehin angesichts der Dominanz der beiden großen Parteien in den Vereinigten Staaten aussichtslos gewesen. Danach arbeitete Sulzer wieder als Anwalt. Er starb im November 1941. William Sulzer war mit Clara Rodelheim verheiratet.